# دانز بریج (ایندیانا)
دانز بریج (به انگلیسی: Dunns Bridge) یک منطقهٔ مسکونی در ایالات متحده آمریکا است که در شهرستان جاسپر، ایندیانا واقع شده‌است. دانز بریج ۲۰۰٫۸۷ متر بالاتر از سطح دریا واقع شده‌است.